# Béla Kun
Béla Kun (født 20. februar 1886 i Szilágycseh i Transsylvanien som da var del af Østrig-Ungarn, henrettet 29. august 1938 i Moskva i Sovjetunionen) var en ungarsk kommunist som kortvarigt havde magten i Ungarn i 1919.

## Liv og virke

### Baggrund
Han kom fra en jødisk familie fra enkle forhold. I 1904 ændrede han efternavnet fra Kohn til den mere ungarske navneform Kun. Han studerede en tid fra 1905 ved universitetet i Kolozsvár. Han blev senere avismand i Nagy-Várad.

### Politisk engagement
Han sluttede sig på denne tid til socialismen. Han nyorganiserede socialistpartiet i Koloszvár og var en kort tid assisterende leder af byens arbejderforsikringskasse, men blev afskediget på grund af underslæb. Han havde tidlig fået rygte som en temperamenstfuld person, og var involveret i dueller flere gange.
I maj 1913 giftede han sig med Iren Gal, en musiklærerinde med middelklassebaggrund.
Kun kæmpede for Østrig-Ungarn under 1. verdenskrig og blev taget som krigsfange og ført til Rusland, hvor han blev kommunist. Under opholdet i Rusland lærte han flydende russisk - han talte også tysk flydende og kunne udtrykke sig på engelsk. I december 1918 blev han repatrieret, han drog tilbage til Ungarn, hvor regeringen var svækket efter krigen og oveni måtte tage hånd om store antal flygtninge fra landområder tabt under krigen. Béla Kun var fast bestemt på at arbejde for en kommunistisk revolution. Med dette for øje udgav han "Den røde avis". Han blev efter kort tid arresteret af grev Mihály Károlyis regering, men under forvirringen efter krigsafslutningen blev han løsladt den 21. marts 1919.
Han ønskede fortsat at gribe magten, men kommunismen havde ingen folkelig støtte, så det kunne kun ske ved et kup. Dette fandt sted den 21. marts 1919, blandt andet med støtte fra oberst Aurél Stromfeld og andre fra den kejserlige og kongelige hær som var ved at blive opløst. Kun og det lille kommunistparti erklærede sig som nye magthavere for Den ungarske sovjetrepublik. Han afviste imidlertid at omfordele land til bønderne. Styret varede kun i 133 dage, til den 6. august 1919, da admiral Miklós Horthy med støtte fra rumænske antikommunister, formåede at knuse kommunisterne og tvinge dem til at overdrage magten til et socialdemokratisk parti. Dette blev efterfulgt af reproklamationen af Ungarn som monarki, godt nok uden konge.
Béla Kun drog i eksil i Wien i Østrig, som da også var styret af socialdemokrater, og vendte senere tilbage til Rusland. Kun blev der leder for den regionale revolutionære komité på Krimhalvøen, som var heftig omstridt under den russiske borgerkrig og i en tid var et fæste for den antibolsjevikiske hvide hær. Det var på Krim, at den hvide hær anført af general Wrangel førte sin sidste forsvarskamp mod Den røde hær i 1920. Kun henrettede der med Lenins tilslutning omkring 50.000 "hvide" krigsfanger og civilister. De havde overgivet sig mod løfter om amnesti. Mens han styrede på Krim, gennemførte han massearrestationer, henrettelser og andre overgreb - "rød terror". Dette kostede mellem 60.000 og 70.000 af Krims indbyggere livet ved skydning.
I Sovjetunionen tog han sovjetisk statsborgerskab, og han blev et ledende medlem af kommunistpartiet og Komintern. Som medlem af Komintern drog han til Østrig for at give råd til kommunisterne der. Han benyttede da dæknavnene Emmerich Schwarz, Elemér Schwarz og Imre Schwarz.
Han blev beskyldt for trotskisme og henrettet i slutningen af 1930-erne under Josef Stalins udrensninger.